# Нерен (Рейнланд-Пфальц)
Нерен (нім. Nehren) — громада в Німеччині, розташована в землі Рейнланд-Пфальц. Входить до складу району Кохем-Целль. Складова частина об'єднання громад Кохем.
Площа — 0,76 км2. Населення становить 103 ос. (станом на 31 грудня 2020).